# The Game of Life (film 1915 Davis)
The Game of Life (o Life's Game) è un cortometraggio muto del 1915 diretto da Ulysses Davis. Il film, basato su una storia di David Smith, ha come protagonisti Gayne Whitman e Myrtle Gonzalez.

## Produzione
Il film fu prodotto dalla Vitagraph Company of America.

## Distribuzione
Distribuito dalla General Film Company, il film - un cortometraggio in due bobine - uscì nelle sale cinematografiche statunitensi il 26 gennaio 1915.